# 제나 마블스
제나 마블스(Jenna Marbles, 1986년 9월 15일 ~ )는 미국의 유튜버, 블로거, 코미디언, 배우이다. 자신의 형상을 한 마담 투소 밀랍 인형이 있는 최초의 SNS 스타로, 인형은 마탐 투소 뉴욕 박물관에 전시되어 있다. 2020년 6월 25일, 과거 블랙페이스를 한 영상에 대해 사과하며 무기한 활동 중단을 밝혔다.